# アンツィオ (ミサイル巡洋艦)
アンツィオ(USS Anzio, CG-68)は、アメリカ海軍のミサイル巡洋艦。タイコンデロガ級ミサイル巡洋艦の22番艦。艦名は第二次世界大戦におけるアンツィオ上陸作戦に因む。

## 艦歴
ミシシッピ州パスカグーラのインガルス造船所で1989年8月21日に起工し、1990年11月2日に進水、1992年5月2日に就役した。アンツィオはバージニア州ノーフォークを母港として活動した。
2000年4月6日に、東地中海での演習中イスラエル国防軍のジェリコ・ミサイルが予告なしにアンツィオの25から40マイルの水域に着水した。
2004年にアンツィオはニューヨークでのフリート・ウィークに参加した。
2022年9月22日に退役した。